# Lehôtka
Lehôtka és un poble i municipi d'Eslovàquia. Es troba a la regió de Banská Bystrica. La primera menció escrita de la vila es remunta al 1385.

## Demografia
| Godina             | 1994 | 2004   | 2014    | 2024   |
| ------------------ | ---- | ------ | ------- | ------ |
| Nombre de persones | 302  | 314    | 350     | 359    |
| Diferència         |      | +3,97% | +11,46% | +2,57% |

| Godina             | 2023 | 2024   |
| ------------------ | ---- | ------ |
| Nombre de persones | 365  | 359    |
| Diferència         |      | −1,64% |